# Kobus vardonii
Puku
Espèce
Statut de conservation UICN

 NT  : Quasi menacé
Le Puku (Kobus vardonii) est une espèce d'antilopes, de la sous-famille des cobes, les Reduncinae, qui vit dans les prairies humides près des rivières, ainsi que dans des zones légèrement boisées du sud de la République démocratique du Congo, et en Zambie, plus particulièrement dans les vallées des rivières Chobe et Luangwa et du fleuve  Zambèze. Il est également présent dans quelques zones de la Tanzanie, du sud de l'Afrique centrale, et au nord de l'Angola et du Botswana.

## Caractéristique
Il ressemble au cobe de buffon et au cobe de lechwe. Son pelage est épais, de couleur fauve à orangée, avec les parties inférieures, y compris le dessous de la queue, plus claires. Il a des zones blanc cassé autour des yeux et des lèvres et noires au bord des oreilles. Le corps est lourd, avec un arrière surélevé par rapport au garrot, et les jambes sont plus courtes que chez les autres cobes et sans aucune signalisation. Plus courtes que chez les autres cobes (environ 50 cm de longueur), les cornes, fortement pointues, ne sont portées que par les mâles.
Le corps mesure 125 à 170 cm de long (selon les individus), la queue fait environ 30 cm, pour une taille de 77 à 83 cm au garrot et un poids variant de 60 à 70 kg pour les femelles contre 70 à 90 kilos pour les mâles.

## Reproduction
Comme toutes les antilopes, les mâles ont un territoire qu'ils défendent fortement. Les femelles n'entrent sur ces territoires que pour s’accoupler. La reproduction a lieu durant toute l'année, avec un pic de mai à septembre. La gestation dure 8 à 9 mois, au terme de laquelle naît un seul petit. Le sevrage se fait à 6 mois et la maturité sexuelle arrive entre 12 et 14 mois.
La majorité des jeunes naissent pendant la saison des pluies (de janvier à avril), mais ils peuvent naître à tout moment de l'année. Les jeunes nés pendant la saison humide profitent de la végétation épaisse pour se cacher des prédateurs. Après quelques semaines, ils sortent de leur cachette et rejoignent le troupeau, se groupant avec d'autres adolescents.

## Comportement
Ils vivent en groupe ou en troupeau instable, de 6 à 30 individus. Les mâles solitaires établissent de grands territoires provisoires, les tenant pendant une période limitée de seulement quelques jours jusqu'à plusieurs mois voire toute l'année, et tentent d'inciter les troupeaux de femelles à rester sur leur territoire le plus longtemps possible. Les femelles et les jeunes forment une nursery conduite en troupeaux sur les territoires des mâles.
L'alimentation et l'activité des pukus sont généralement limitées aux premières heures matinales et en fin d'après-midi, bien que cette période puisse s'étendre longtemps après. Le puku est plus adaptable en termes d'exigences d'habitat que les autres cobes et peuplera des secteurs de région boisée ouvertes si les conditions sont appropriées. Pendant la saison des pluies, les populations sont répandues sur des terres plus hautes, descendant près des cours d'eau pendant la saison sèche. À ce moment, des groupes plus petits peuvent se rejoindre pour former des colonies de troupeaux de 50 à 100 animaux. Quand il est alarmé, le puku émet un sifflement perçant, répété.

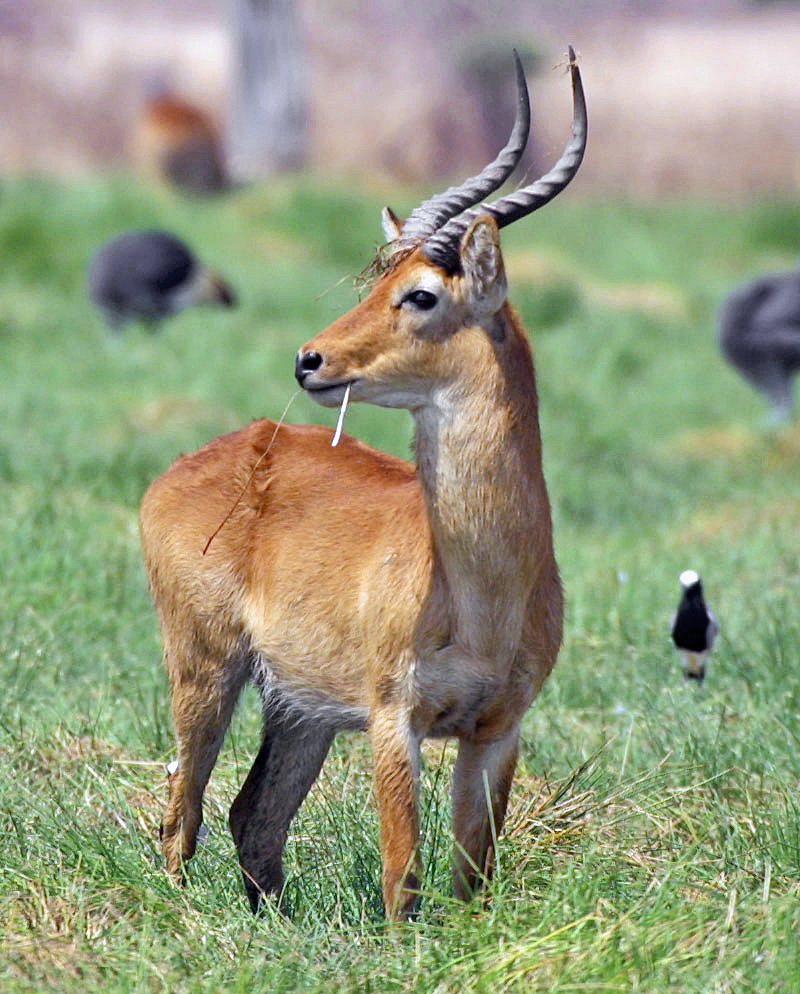
Puku (mâle)

## Alimentation
Ruminant, herbivore, il se nourrit d'herbes, et de feuilles de buissons dans les régions boisés.

## Prédateurs
Lion, léopard, guépard, hyène, lycaon, crocodile, python.
Les cobes sont vigilants, ils peuvent faire des bonds de 2 mètres de haut et courir jusqu'à la vitesse de 70 km/h en cas de danger. Mais les individus trop lourds, les jeunes et les animaux âgés ou malades sont moins vifs et moins rapides, ils sont donc plus vulnérables aux attaques des prédateurs.

## Photographies de Pukus

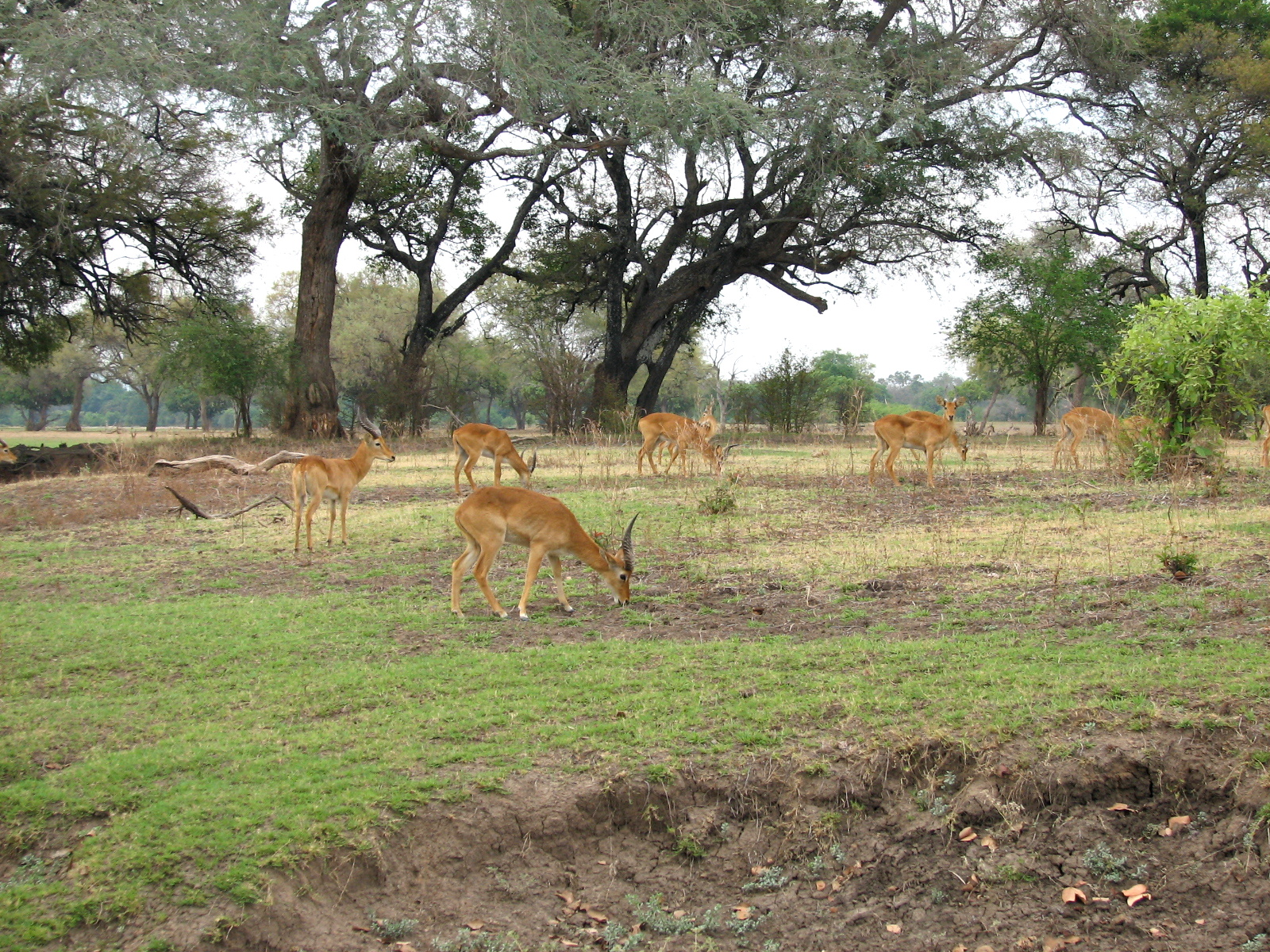
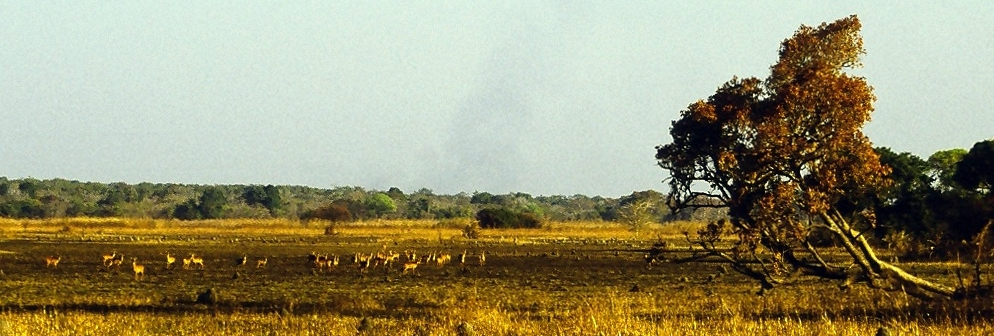
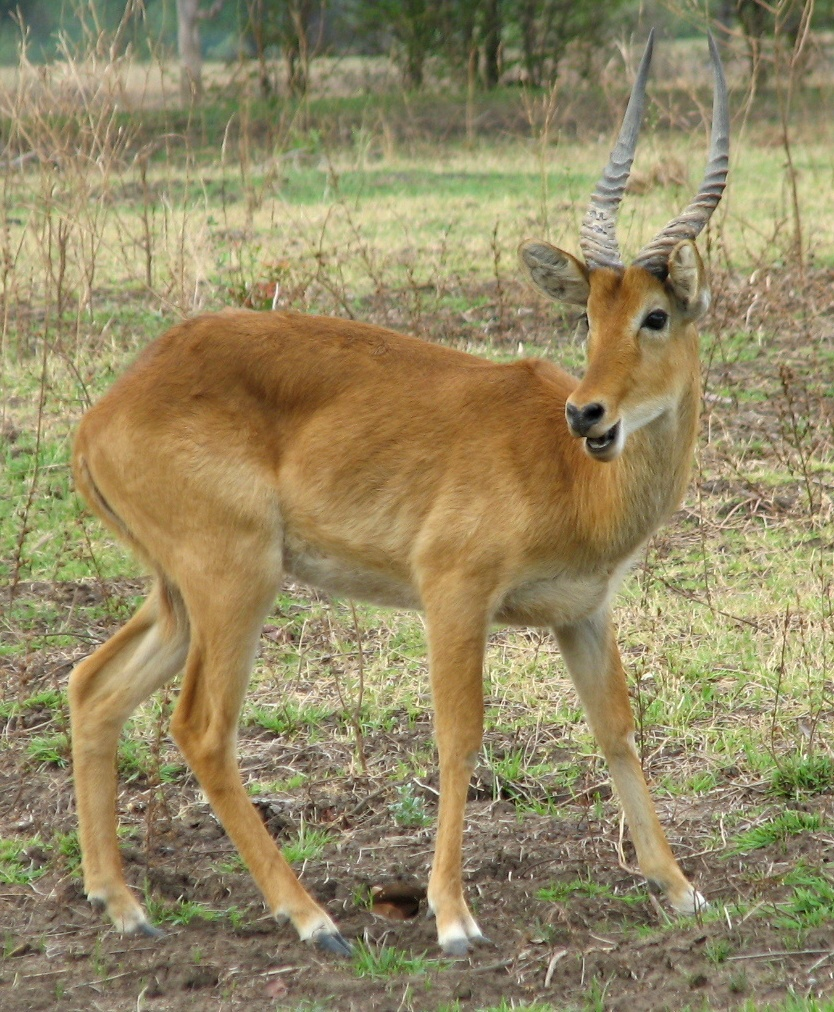
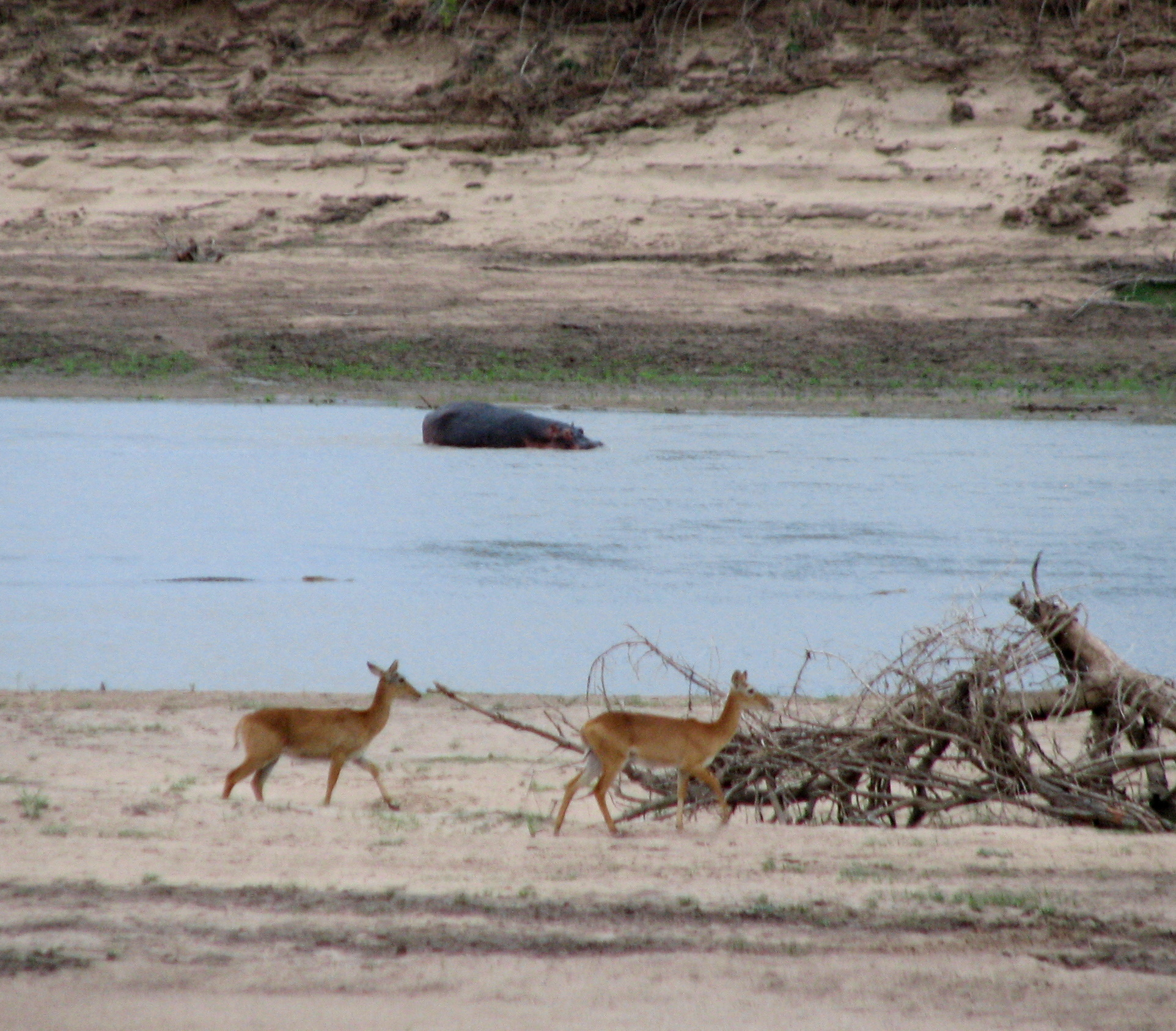

## Longévité
17 ans.

## Statut
130 000 individus.